# Zangakān
Zangakān (persiska: زَنگَگان, زنگکان, Zangagān) är en ort i Iran.   Den ligger i provinsen Västazarbaijan, i den nordvästra delen av landet, 600 km väster om huvudstaden Teheran. Zangakān ligger 1 767 meter över havet och antalet invånare är 138.
Terrängen runt Zangakān är lite bergig, och sluttar söderut. Runt Zangakān är det ganska tätbefolkat, med 185 invånare per kvadratkilometer. Närmaste större samhälle är Neychālān, 8,5 km sydväst om Zangakān. Trakten runt Zangakān består i huvudsak av gräsmarker.